# Tafari Benti
El General de Brigada Tafari Benti (1921 - 1977) fue el Jefe de Estado de Etiopía y el presidente de la Junta de Gobierno conocida como Derg, entre el 28 de noviembre de 1974 y el 3 de febrero de 1977. Su título oficial era Presidente del Consejo Administrativo Militar Provisional.

## Biografía
Tafari Benti nació en 1921 cerca de Adís Abeba, era considerado por algunos de ascendencia oromo, lo cual negó. Se unió al ejército etíope a la edad de 20 años, graduándose en la Academia Militar Holetta y sirvió en la segunda, tercera y cuarta divisiones del ejército. En 1967, se desempeñó como agregado militar en Washington D. C., Estados Unidos, donde él y varios otros colegas etíopes sufrieron discriminación racial.
El 12 de septiembre de 1974 Tafari Benti tomó parte del golpe militar que derrocó al emperador Haile Selassie durante la Revolución etíope de 1974. Luego del cual el país paso a estar gobernado por un comité de 125 personas, llamado oficialmente Comité de Coordinación de las Fuerzas Armadas, la Policía y el Ejército Territorial, conocido como Derg (comité o consejo en lengua Ge'ez). El día 15 de septiembre el Derg eligió al teniente general Aman Andom como su presidente y como Jefe de Estado de Etiopía.
En la tarde del 23 de noviembre de 1974, Aman Andom, quien se hallaba enfrentado en una lucha por el poder con los demás miembros del Derg, fue asesinado en un tiroteo en su casa. Ante el vacío de poder, Mengistu Haile Mariam fue elegido presidente interino hasta que el Derg nombra finalmente a Tafari Benti como presidente y Jefe de Estado, el 28 de noviembre de 1974. En el momento de su nombramiento se desempeñaba como general de brigada de la Cuarta División de Ejército, que se encontraba acantonada en Asmara, en la actual Eritrea, para combatir a los rebeldes independentistas del Frente para la Liberación de Eritrea.
Inmediatamente después de su nombramiento, Tafari Benti cambió la ortografía de su nombre para enfatizar su origen étnico amárico.

### Mandato
Durante su mandato, Tafari se presentó como el rostro público de la junta gobernante. Según the Ottaways, si bien al principio era "una figura neutral e impotente", al final "era demasiado incoloro, de voz suave y poco expresivo para ser la figura principal de la revolución". Sin embargo, según el relato de René LaFort, Tafari dio algunas pistas de que apoyaba a quienes se oponían a Mengistu. Una de esas pistas fue en julio de 1975, cuando en un discurso público hizo propuestas a la izquierda civil -grupos que incluían al Partido Revolucionario del Pueblo Etíope (EPRP) y el Movimiento Socialista Panetíope (MEISON)- proponiendo un frente unido "de todas las fuerzas que rechazaban el antiguo régimen, construido desde la base, es decir, desde las organizaciones de masas nacidas de las grandes reformas"; LaFort señala que ésta era "una estrategia a la que Mengistu Haile Mariam y sus partidarios se opusieron y seguirían oponiéndose cada vez con más resolución". Repitió este mensaje en un discurso en el primer aniversario de la deposición del emperador Haile Selassie.
Durante su mandato, constituyó el rostro público de la Junta de Gobierno, entregando de los anuncios públicos del Derg. Entre los cuales, está el anuncio del 11 de septiembre de 1975, en el cual se declara el Derg crearía un partido político para apoyar sus objetivos, alineado con el Partido Comunista de la Unión Soviética. Durante su gobierno, en mayo de 1975, finalmente la monarquía sería abolida oficialmente, proclamándose su sustitución por un gobierno socialista de inspiración marxista-leninista.
En los meses siguientes, según LaFort, el Derg se dividió en torno a objetivos irreconciliables: "¿Cómo se podía fortalecer la autoridad del Comité evitando al mismo tiempo los peligros del autoritarismo y cómo se podían mantener los principios de colegialidad al tiempo que se obtenían los máximos beneficios de una concentración de poder?". Y detrás de esta división estaba la preocupación por el creciente poder de Mengistu. Para poner fin a esta división, el Derg creó un comité presidido por el capitán Mogus Wolde Mikael para reformar la estructura del Derg. Después de nueve semanas de lo que LaFort describe como "arduas negociaciones internas", el 29 de diciembre de 1976 Tafari pronunció un discurso en el que anunció que el Derg había sido reestructurado. La reorganización limitó los poderes de Mengistu y envió a sus partidarios fuera de la capital a puestos en el campo; por otra parte, dos de los arquitectos clave de esta reforma, el capitán Mogus y el capitán Almayahu Haile, fueron nombrados para puestos de poder. Sus enemigos habían pensado que habían cortado las alas de Mengistu y lo habían eliminado como amenaza. Tafari fue aún más lejos y, flanqueado por los capitanes Mogus y Almayahu, criticó la falta de un partido de vanguardia en palabras que LaFort interpreta como una declaración de que "la sangrienta guerra entre MEISON y el EPRP es políticamente injustificable y que, en cualquier caso, debería limitarse a la izquierda civil sin que el ejército interviniera de ninguna manera".
En 1976, comenzaron enfrentamientos abiertos entre miembros de las dos mayores organizaciones marxistas-leninistas del país. Estos enfrentamientos derivaron en asesinatos de partidarios de Mengistu y de empleados del gobierno. Los dirigentes sindicales Theodoros Bekel y Themeslin Medé fueron asesinados. En septiembre de 1976, miembros del EPRP intentaron asesinar al propio Mengistu, lo que enfureció a este último.

### Muerte
El 3 de febrero de 1977 Tafari Benti murió en circunstancias confusas, en un tiroteo desencadenado durante una reunión del Comité Permanente del Derg, sin que se haya establecido feacientemente si fue asesinado orden de Mengistu o bien si se suicidó presionado por este. En el mismo incidente resultarían muertos el capitán Almayahu Haile, el capitán Mogas Wolde Mikael y el teniente coronel Asrat Dasta. Según el exmilitar etíope Bahru Zewde, tanto Tafari como los otros 3 militares asesinados, fueron detenidos y ejecutados sumariamente. En ese momento, Radio Etiopía una emisora controlada por Mengistu, anunciaba que Tafari y sus compañeros habían sido asesinados porque eran partidarios en secreto del Partido Revolucionario del Pueblo Etíope (PRPE). Mengistu afirmó que había descubierto un plan de 47 páginas en posesión Tafari, que detalla cómo el PRPE reemplazaría el "socialismo científico" del Derg.
Luego de la muerte de Tafari Benti, Mengistu se convertiría en el líder indiscutible del Derg y del Etiopía, dando comienzo al periodo que sería conocido como el Terror Rojo. En el cual las organizaciones políticas de izquierda que rivalizaban con Mengistu, como el PRPE y Movimiento Socialista Panetíope, serían duramente reprimidas.